# Strangers in the Night (musikalbum)
Strangers in the Night  är ett livealbum med UFO från 1979. Detta album är gitarristen Michael Schenkers sista album med UFO. Albumet blev uppmärksammat och anses av många än idag vara ett av de bästa livealbum inom hårdrock. Michael Schenker uppvisade här ett storartat gitarrspel som, vid den tidpunkten var högst anmärkningsvärt.

## Låtlista
1. Hot 'N' Ready *
2. Cherry *
3. Natural thing
4. Out in the stret
5. Only you can rock me
6. Doctor doctor
7. Mother Mary
8. This kids
9. Love to love
10. Lights out
11. Rock bottom
12. Too hot to handle
13. I'm a loser
14. Let it roll
15. Shoot shoot

- = bonus ( Live)